# Opel Astra K
Opel Astra K — п'яте покоління сімейства компактних автомобілів Opel Astra, яке замінило Astra J.
У Китаї продається як Buick Verano, у Великій Британії як Vauxhall Astra, а в Австралії і Новій Зеландії як Holden Astra.

## Опис моделі

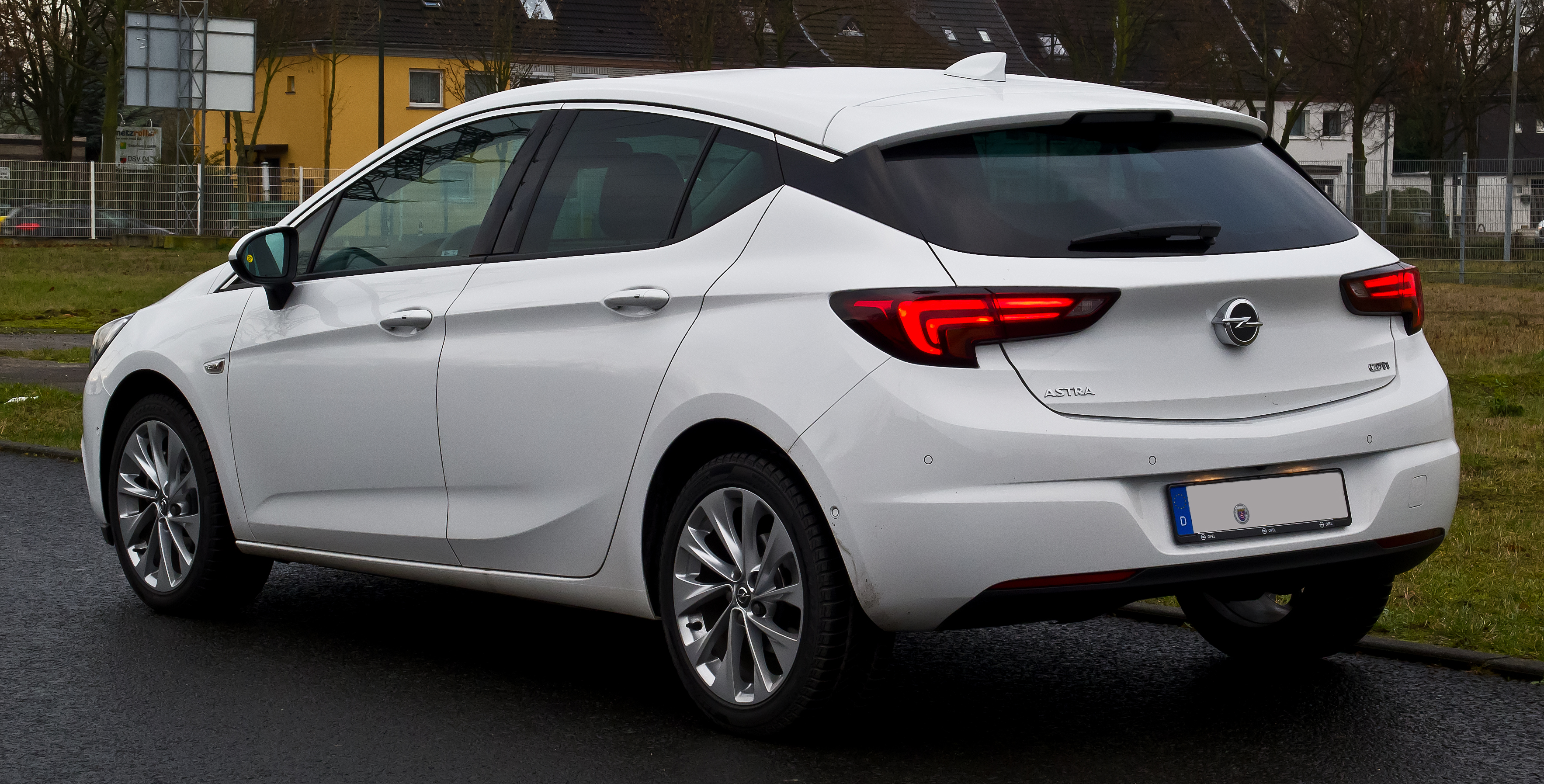
Opel Astra K

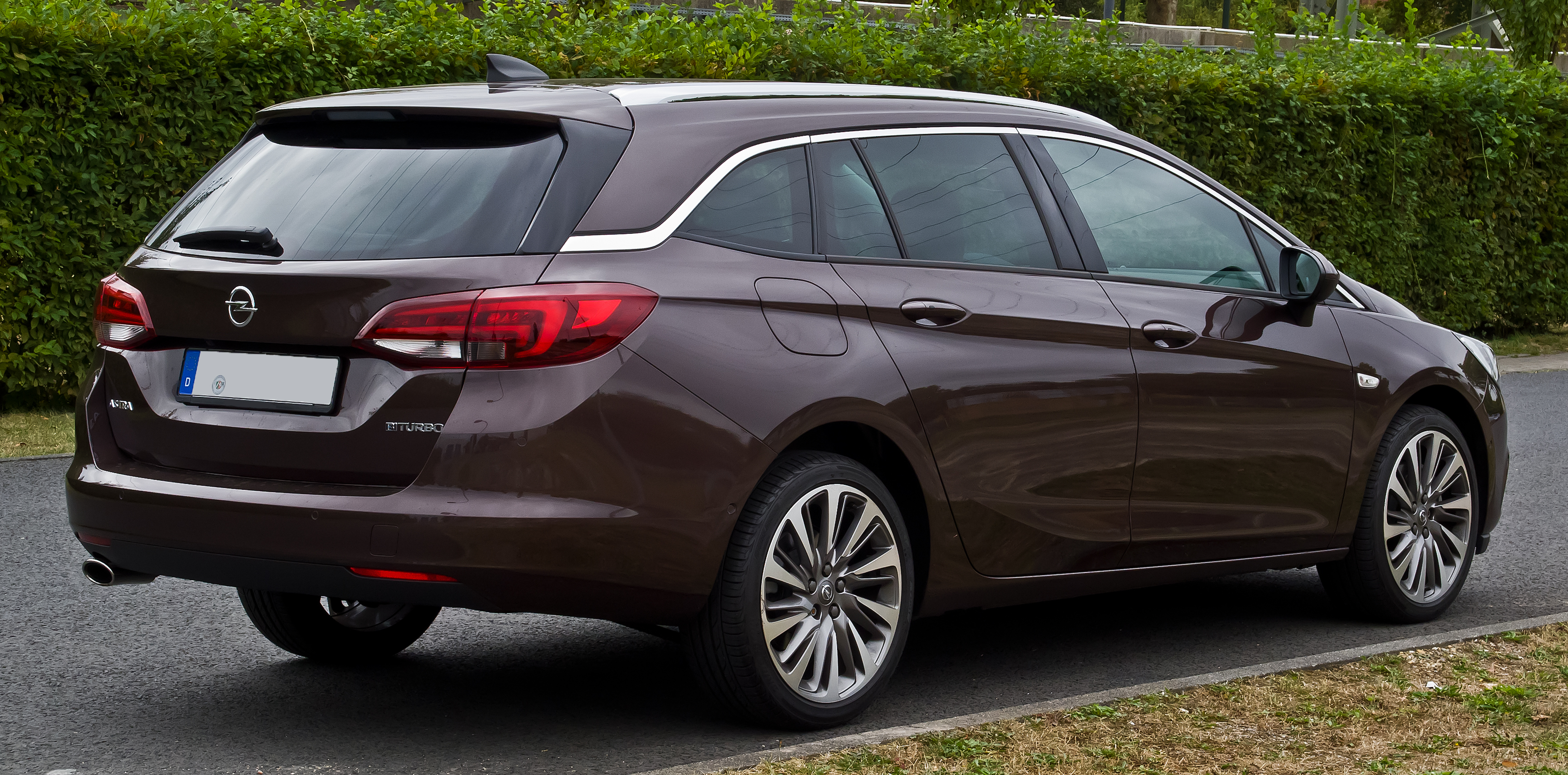
Opel Astra K Caravan

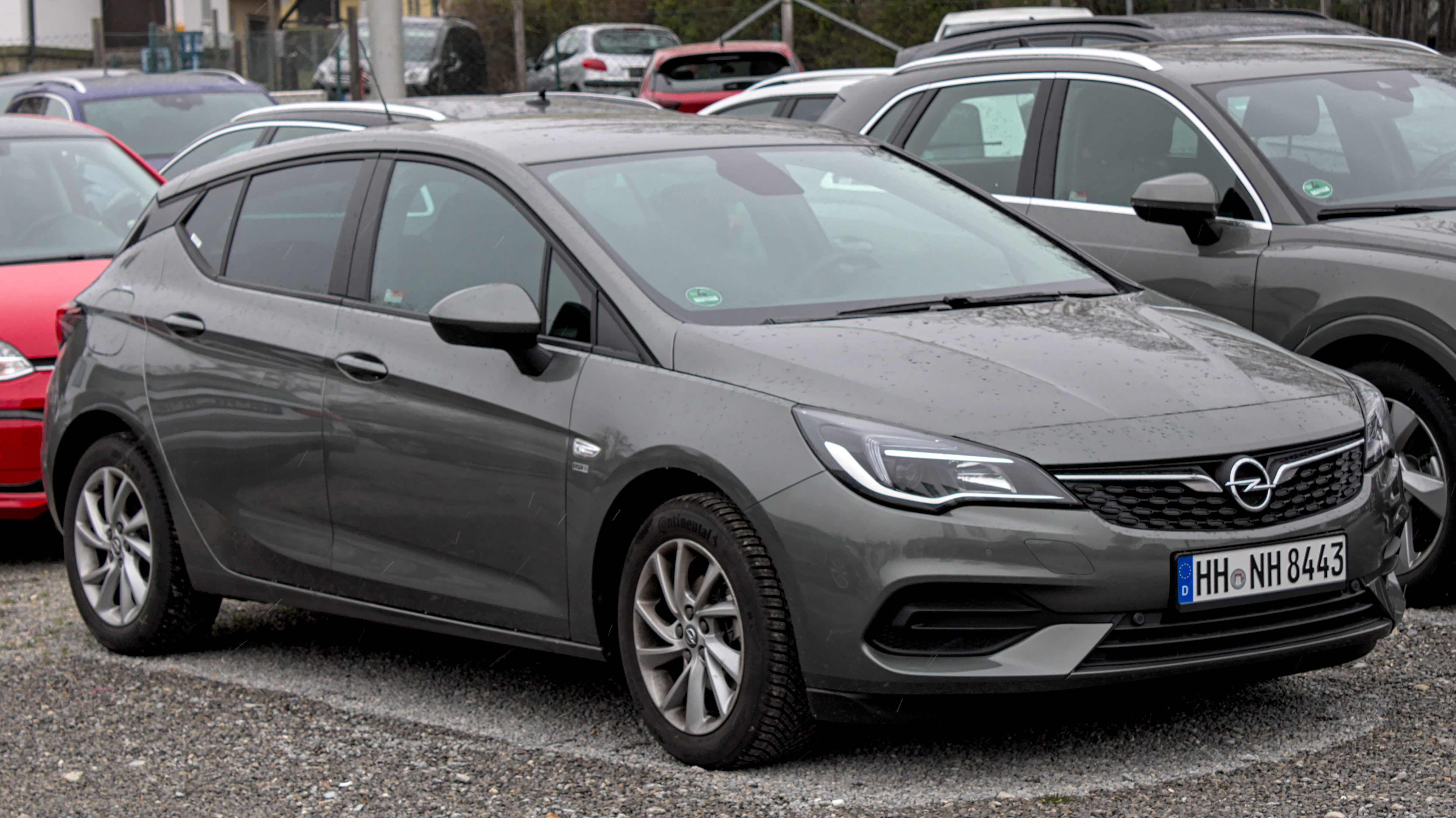
Opel Astra K (з 2019)

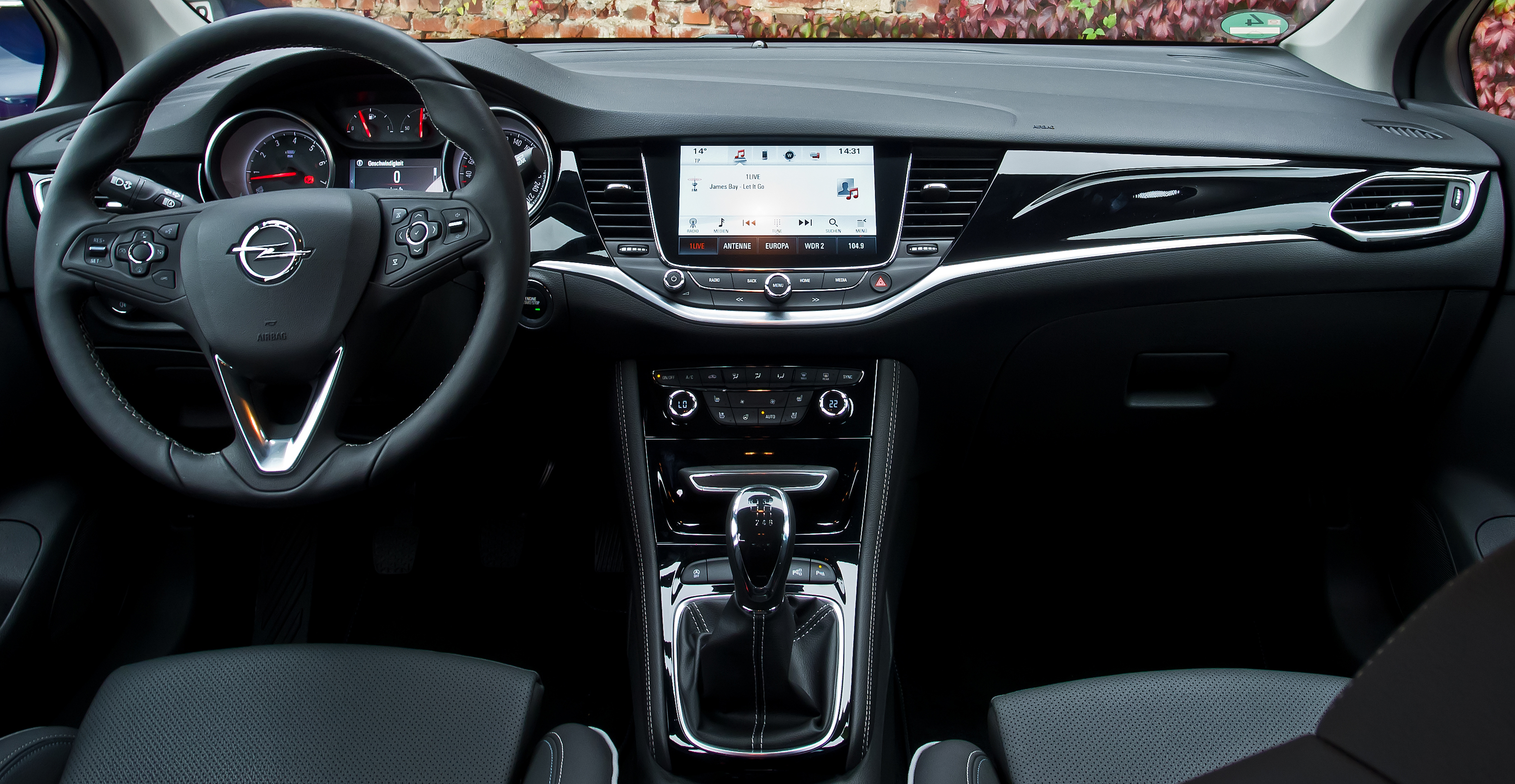
Салон Opel Astra K

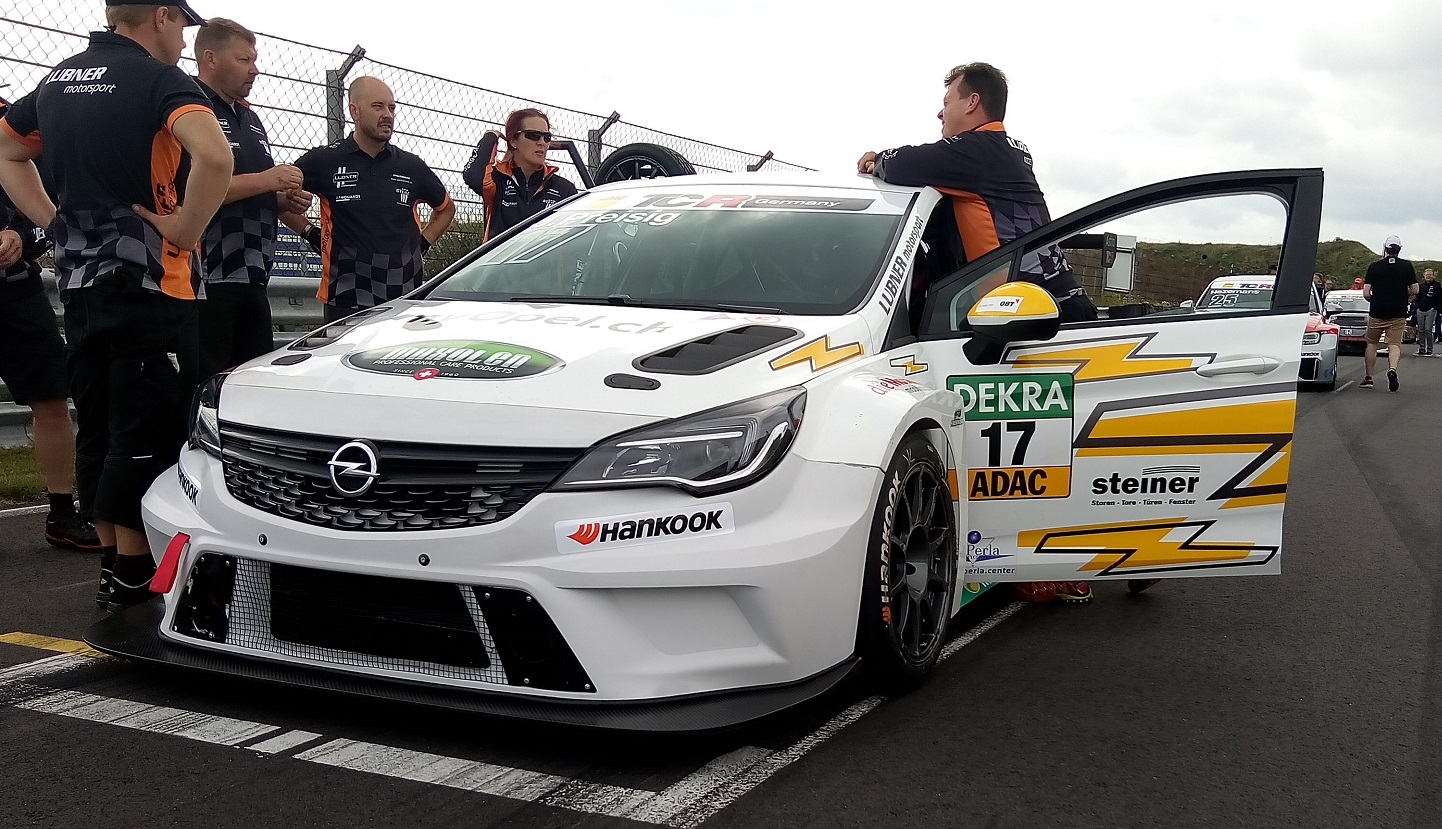
Opel Astra TCR

Opel Astra K збудована на новій платформі D2XX і дебютувала в 2015 році на автосалоні у Франкфурті. Крім звичайних версій хечбека і універсала мав з'явитися кросовер Astra Country Tourer. В Австралії під назвою Holden Astra (BL) продається дещо змінений седан Chevrolet Cruze.
Нова Astra побудована на модульній платформі D2XX (вона ж лежить в основі останнього Chevrolet Cruze). Залежно від модифікації хетчбек скинув від 120 до 200 кг. Одне тільки шасі стало легшим на 50 кг. За словами інженерів, все це дозволило поліпшити комфорт і керованість. Хетчбек на 50 мм коротший (4,27 м в довжину) і на 26 мм нижчий за попередника, колісна база скоротилася на 23 мм - до 2662 мм. Простір в ногах задніх пасажирів збільшився на 35 мм.
Базовим є 1.0 літровий бензиновий турбодвигун потужністю 105 к.с. далі йде бензиновий двигун 1.4 л Ecotec потужністю 125 або 150 к.с. У гамі також є дизельні і бензинові двигуни 1.6 л потужністю від 95 до 200 к.с. Топовий варіант OPC обладнають 1.6 л турбонадувом з віддачею 280-285 к.с.
Вперше в класі як опцію для Opel Astra запропонували матричні світлодіодні фари (Matrix). Крім того, в списку обладнання - системи автопарковки, попередження про зіткнення або аварійної ситуації (OnStar).
Різноманіття кнопок на передній панелі більше немає. Відтепер центральне місце займає великий сенсорний екран. До речі, мультимедіа буде підтримувати як Apple CarPlay, так і Google Android Auto.
Збірку моделі налагодили на заводах компанії у Великій Британії та Польщі. У продаж в Європі новинка надійшла наприкінці 2015 року.
Восени 2018 року дебютувала оновлена Астра К крім зовнішніх змін машина оновить лінійку двигунів. До існуючої платформи пристосовані мотори концерну PSA: бензиновий наддувний агрегат 1.2 (замість «турботрійки» 1.0) і новітній дизель 1.5 BlueHDi замість 1.6 CDTI.

### Безпека
Модель 2020 року поставляється з камерами переднього і заднього виду, які транслюють зображення на екран інформаційно-розважальної системи. Це допомагає виявити інших учасників руху під час виконання маневрів на дорозі. Додаткові системи безпеки і функції допомоги водієві включають в себе адаптивний круїз-контроль, попередження про зіткнення з автоматичним екстреним гальмуванням, розпізнавання дорожніх знаків і допомогу в утриманні смуги руху.

## Двигуни

### 2015-2019
Бензинові:
- 1.0 л GM SGE Turbo I3 90 к.с. 170 Нм
- 1.0 л B10XFL GM SGE Turbo I3 105 к.с. 170 Нм
- 1.4 л B14XE GM SGE Twinport I4 100 к.с. 130 Нм
- 1.4 л B14XFL GM SGE Turbo I4 125 к.с. 245 Нм
- 1.4 л B14XFT GM SGE Turbo I4 150 к.с. 245 Нм
- 1.6 л B16SHT GM MGE Turbo I4 200 к.с. 300 Нм

Дизельні:
- 1.6 л CDTI B16DTC GM MDE Turbo 95 к.с. 280 Нм
- 1.6 л CDTI B16DTU GM MDE Turbo 110 к.с. 300 Нм
- 1.6 л CDTI B16DTE GM MDE Turbo 110 к.с. 300 Нм
- 1.6 л CDTI B16DTH GM MDE Turbo 136 к.с. 320 Нм
- 1.6 л CDTI B16DTR GM MDE BiTurbo I4 150 к.с. 350 Нм
- 1.6 л CDTI B16DTR GM MDE BiTurbo I4 160 к.с. 350 Нм

### з 2019
Бензинові:
- 1.2 л F12SHL PSA EB2 Turbo I3 110 к.с. 195 Нм
- 1.2 л F12SHT PSA EB2 Turbo I3 130 к.с. 225 Нм
- 1.2 л F12SHR PSA EB2 Turbo I3 145 к.с. 225 Нм
- 1.4 л F14SHT Turbo I3 145 к.с. 236 Нм

Дизельні:
- 1.5 л F15DVC PSA DW5 BlueHDI І3 105 к.с. 260 Нм
- 1.5 л F15DVH PSA DW5 BlueHDI І3 122 к.с. 285 Нм
- 1.5 л F15DVH PSA DW5 BlueHDI І3 122 к.с. 300 Нм